# 1912 en droit
Cet article présente les faits marquants de l'année 1912 en droit.

## Événements
- Loi d’assurance ouvrière en Roumanie.
- Le canton de Schwytz interdit aux automobilistes de circuler le dimanche.

### Janvier
- 1er janvier : le Code civil suisse entre en vigueur.

### Février
- 10 février : loi Sáenz Peña. Réforme électorale en Argentine, instaurant le suffrage universel masculin.

### Avril
- 10 avril : le gouvernement du Reich annonce le vote de la nouvelle loi navale.
- 11 avril : loi donnant le Home Rule à l’Irlande, exécutoire en 1914 malgré l’opposition des Lords. Menace de guerre civile. Les loyalistes se regroupent dans l’association paramilitaire des Volontaires d’Ulster (Ulster Volunteers).

### Juin
- 30 juin : loi électorale instituant le suffrage universel masculin en Italie.

### Juillet
- 13 juillet : Radio Act (États-Unis). Les opérateurs américains doivent obtenir une autorisation du ministère du Commerce avant d’émettre.

### Août
- 3 août : arrêt de la Cour de cassation française  assimilant la soustraction d’électricité à un vol.